# Pedro VI do Congo
Pedro VI Elelo (Falecido em 1891) foi o manicongo (rei) do Reino do Congo entre 1859 até 1891. Foi o último monarca independente do Congo. 

## Biografia
Pedro Elelo ou Lefula, marquês de Catende, da casa de Água Rosada, foi filho de D. Isabel, irmã do rei D. Henrique III, ganhando destaque no reino por sua oposição ao primo D. Álvaro XIII.  Graças a intervenção portuguesa, ele foi coroado rei em 7 de agosto de 1859 sob o nome de Pedro VI Elelo, a quem se submeteu posteriormente. Cronologicamente, Pedro foi o sexto de seu nome ou "Pedro VI", mas na época foi tratado como "Pedro V" em homenagem ao rei D. Pedro V de Portugal. Sua postura de submissão a Portugal rendeu-lhe oposição dentro de sua família e corte, em especial de seu primo D. Nicolau, que foi assassinado por ordens suas em fevereiro de 1860.
O reinado de Pedro VI Elelo nunca foi exercido de forma independente e soberana, já que este temia ataques de outras facções, incluindo os Quivuzi. Com a morte de Álvaro XIII em 1875, seu sobrinho Rafael continuou a reclamar o trono na região de Incunga. Da mesma forma, o sucessor de André II, da facção Quitumba Amvemba, chamado de D. Garcia Umbumba, defendia os direitos de sua linhagem em Mapanza Puto. 
Neste contexto, Pedro VI renovou sua aliança com Portugal em 1883 após anular outro tratado com o Estado Livre do Congo, propriedade do rei Leopoldo II da Bélgica. Em 1888 aceitou um tratado de vassalagem, jurando total fidelidade a Portugal. Este ato findou com a pouca independência e soberania que o reino ainda gozava e abriu caminho para a colonização total de Angola. Com o passar dos anos a monarquia congolesa perderia status e relevância, além de ter tido que ceder terras a Angola Portuguesa e ao Congo Belga (Atual República Democrática do Congo).
Morreu vitima de AVC em 14 de fevereiro de 1891 e enterrado em setembro daquele ano. Foi sucedido por Álvaro XIV.

## Casamentos e Descendentes
O rei se casou duas vezes; pela primeira vez com Dona Maria José Quinta em 12 de agosto de 1861. Maria José morreu em 1872.
- Dom António, morreu no mesmo ano que sua mãe, possivelmente de varíola

Casou-se pela segunda vez com Ana Kuluki. Nunca abandonou a poligamia, se casando com um número indeterminado de mulheres e tendo mais de onze filhos. Alguns dos filhos documentados foram;
- Dom Álvaro de Água Rosada, educado em Luanda, agente de uma casa tradicional de Daumas e professor em Madimba, em 1883.
- Dom Manuel de Água Rosada, sucede ao irmão como comerciante.
- Dom Álvaro de Água Rosada Tangi (1871-1942) marido de Dona Isabel Undundo Mubungo, candidato ao trono em 1901.
- Dom Henrique de Água Rosada de Cavalheiro
- Dom Pedro de Água Rosada